# Сергєєв Олександр Сергійович
Олександр Сергійович Сергєєв  (18 серпня 1979 року, Конотоп, Сумська область), український військовий, Полковник, заступник начальника Військового інституту танкових військ НТУ «ХПІ»

## Біографія
В 1986 році пішов у перший клас середньої школи № 1 м. Конотоп Сумської області, яку закінчив у 1994 році.
Після закінчення школи в серпні 1994 року вступив до Конотопського ВПУ-4, яке закінчив в квітні 1996 року.
У липні 1996 року вступив до Київського інституту Сухопутних військ, де навчався до серпня 2000 року та отримав базову вищу освіту за напрямком підготовки «Інженерна механіка» та здобув кваліфікацію бакалавра з інженерної механіки.
В зв'язку з розформуванням КІСВ був переведений на п'ятий курс до Харківського інституту танкових військ, який закінчив у червні 2001 року за спеціальністю «Озброєння та техніка танкових військ» та здобув кваліфікацію інженера-механіка, офіцера військового управління тактичного рівня.
У вересні 2011 року вступив до Національного університету оборони України імені Івана Черняховського за спеціальністю «Організація технічного забезпечення (за видами та родами військ і сил)», який закінчив у квітні 2015 року та здобув кваліфікацію професіонала військового управління у сфері оборони, офіцера військового управління оперативно-тактичного рівня.
У червні 2021 року закінчив Національний університет оборони України імені Івана Черняховського за спеціальністю «Публічне управління та адміністрування», спеціалізацією «Державне воєнне управління».
У листопаді 2018 року вступив до Приазовського державного технічного університету (ПДТУ) аспірантом кафедри технології машинобудування за спеціальністю «Прикладна механіка», який закінчив у грудні 2022 року.

## Служба
Полковник СЕРГЄЄВ О. С. пройшов шлях від курсанта військового інституту, начальника Центру забезпечення бронетанкового озброєння та техніки, військового комісара Донецької області до заступника начальника військового інституту — своєї Альма-Матері. 
Має оперативно-стратегічний рівень підготовки у Національному університеті оборони України.
З квітня по травень 2016 року очолював Сумський міський військовий комісаріат.
У травні 2016 року призначений військовим комісаром Донецького обласного військового комісаріату.

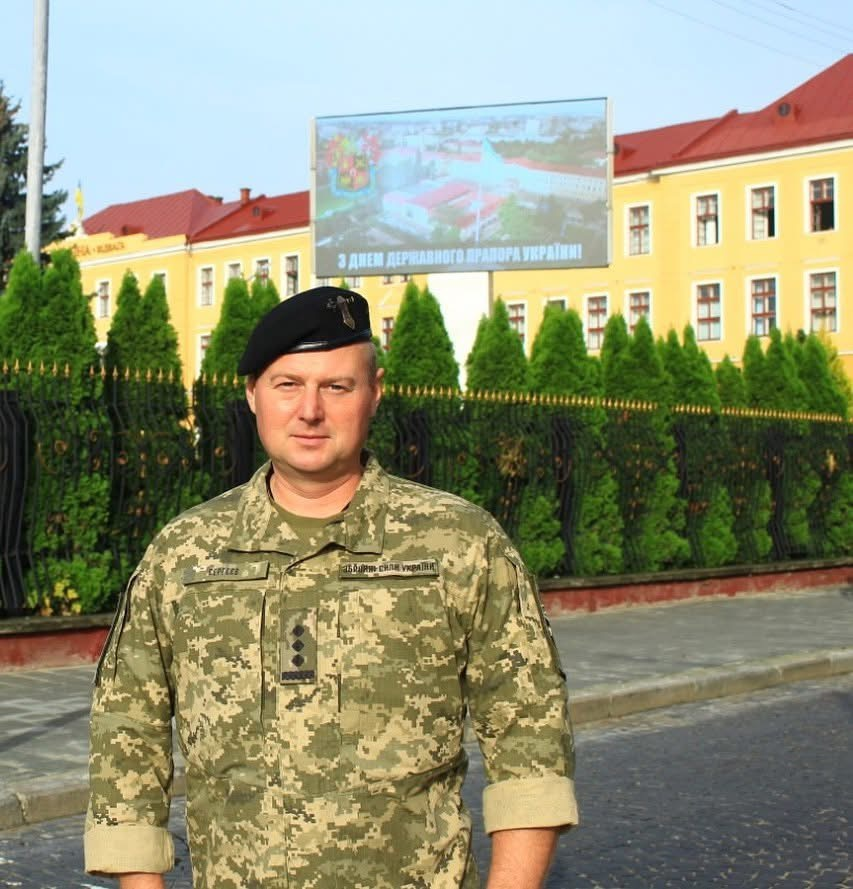

З травня 2018 року Донецький обласний військовий комісаріат виконує завдання в районі проведення Операції об'єднаних сил.
З вересня 2021 року — начальник кафедри експлуатації озброєння та військової техніки факультету озброєння та військової техніки Військового інституту танкових військ НТУ «ХПІ».
З листопада 2021 року — заступник начальника Військового інституту танкових військ НТУ «ХПІ».

## Участь у бойових діях
У період з 18 травня по 08 червня 2014 року був відряджений до 3БТГр 93-ї окремої механізованої бригади, брав участь у встановленні блокпостів, супроводженні колон, відновленні бронетанкової техніки.
З 20 червня по 26 вересня 2014 року — у зоні проведення АТО на посадах начальника польового складу бронетанкового майна штабу АТО, помічника начальника бронетанкової служби та командира зведеної ремонтно-евакуаційної групи штабу АТО.
З 13 листопада 2014 по 31 грудня 2015 року — начальник 1282-й центр забезпечення бронетанковим озброєнням та технікою (в/ч А2730). Паралельно очолював охорону та оборону м. Бахмут і м. Часів Яр, організовував захист військової частини від нападів НЗФ.
Організував переміщення військової частини до смт Ярмолинці Хмельницької області згідно з дорученням Прем'єр-міністра України.
З перших днів повномасштабної агресії РФ проти України брав активну участь в обороні Харкова. У травні 2022 року очолив угруповання військ «ХАРКІВ».